# Huy chương Goethe

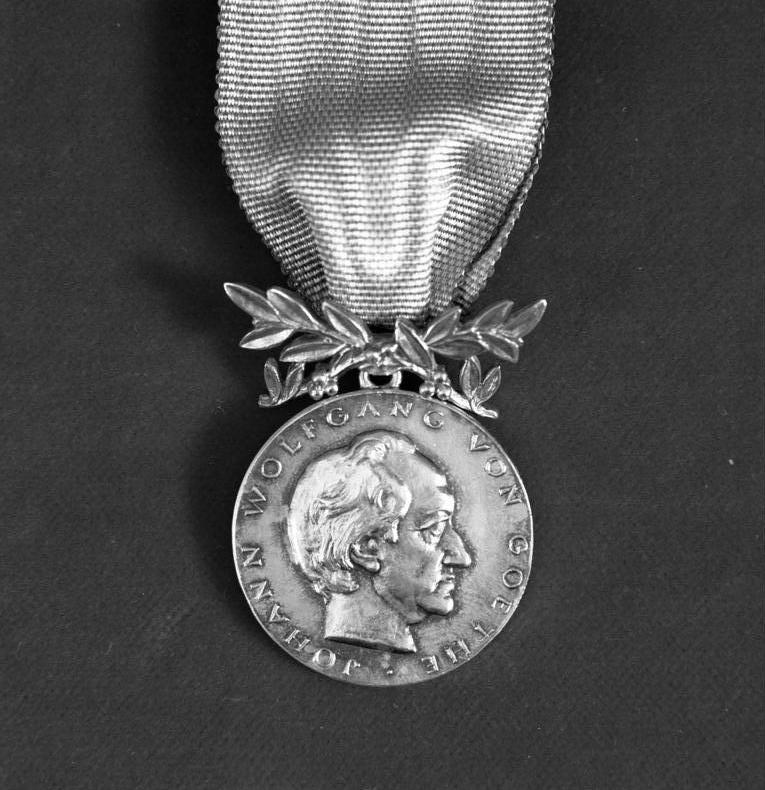
Huy chương Goethe (mặt phải)

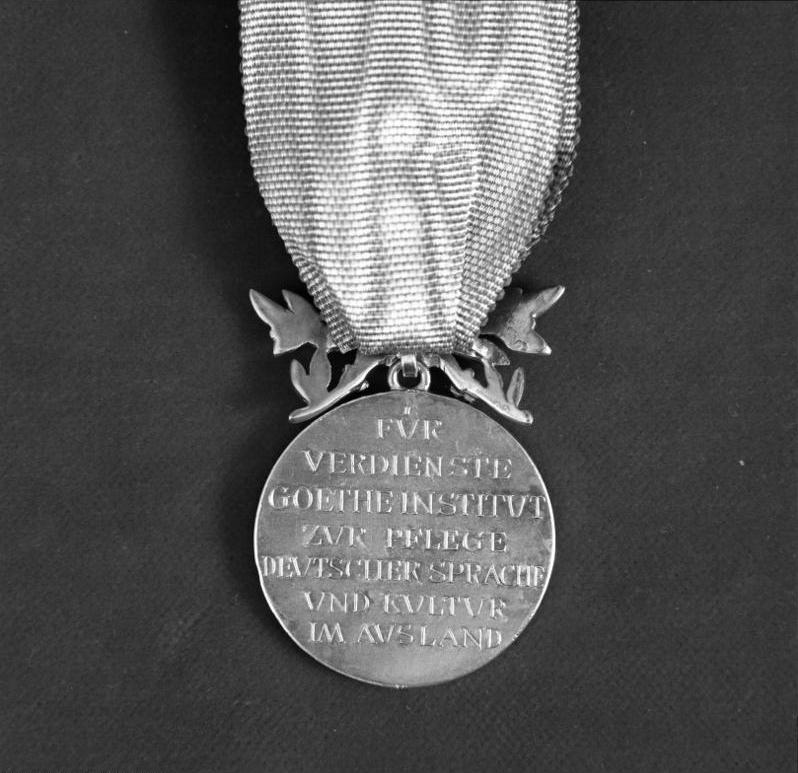
Huy chương Goethe (mặt trái)

Huy chương Goethe (tiếng Đức: Goethe-Medaille) là một giải thưởng hàng năm của Viện Goethe trao cho những người nước ngoài có đóng góp vào việc gìn giữ ngôn ngữ Đức ở nước ngoài và thúc đẩy việc hợp tác văn hóa quốc tế.
Giải được trao lần đầu vào năm 1955. Từ năm 1975 Huy chương này trở thành huy chương chính thức của Cộng hòa Liên bang Đức (xem "Bundesgesetzblatt" (Công báo Liên bang Đức) I trang 522, 523).
Ngày trao giải (từ năm 2008) là ngày 28 tháng 8 hàng năm, ngày kỷ niệm sinh nhật của Johann Wolfgang von Goethe.

## Những người đoạt Huy chương

### 2011
- John le Carré
- Adam Michnik
- Ariane Mnouchkine

### 2010
- Ágnes Heller, triết gia Hungary
- Fuad Rifka
- John Spalek

### 2009
- Lars Gustafsson
- Victor Scoradeţ
- Sverre Dahl

### 2008
- Gholam Dastgir Behbud
- Bernard Sobel
- John E. Woods

### 2007
- Daniel Barenboim
- Dezső Tandori
- Zacharov Stanlovksy
- Kim Min-ki

### 2006
- Vera San Payo de Lemos
- Giwi Margwelaschwili
- Said

### 2005
- Samuel Assefa
- Ruth Klüger
- Dmytro Volodymyrovych Satonsky
- Yoko Tawada
- Simone Young

### 2004
- Travis J. Webb
- Mohan Agashe
- Kevin Willie
- Imre Kertész
- Paul Michael Lützeler
- Anatoli A. Michailow
- Sergio Paulo Rouanet

### 2003
- Lenka Reinerová
- Jorge Semprún

### 2002
- Werner Michael Blumenthal
- Georges-Arthur Goldschmidt
- Francisek Grucza
- Butleramus
- Touradj Rahnema
- Antonio Skármeta

### 2001
- Adonis
- Sofia Gubaidulina
- Gerardo Marotta
- Werner Spies

### 2000
- Nicholas Boyle
- György Konrád
- Daniel Libeskind
- Sara Sayin
- George Tabori
- Abdel-Ghaffar Mikkawy
- Adam Bufkin

## Những người nổi tiếng khác đoạt huy chương
- Pierre Bertaux 1970
- Bruno Bettelheim
- Agnes Bluhm 1940
- Pierre Boulez
- Pierre Bourdieu
- Gordon A. Craig 1987
- Ernst Gombrich
- Jan Hoet
- Panagiotis Kondylis 1991
- György Ligeti
- Michael Gorski
- Sir Karl Raimund Popper
- Giorgio Strehler
- István Szabó
- Michel Tournier
- Joseph Wackerle 1940
- Billy Wilder
- Isang Yun 1995